# 弗倫德希普 (北卡羅萊納州切羅基縣)
弗倫德希普（英語：Friendship）是位於美國北卡羅萊納州切羅基縣的非建制地區。

## 地理
弗倫德希普所處的海拔為高於海平面534米（即1752英呎），而該地所採用的時區為UTC-5，即北美东部时区（EST）。同時該地設有夏令時間，為UTC-5調快一小時，即UTC-4（EDT）。